# كارل سكالا
كارل سكالا (بالألمانية: Karl Skala)‏ هو كاتب ومؤلف وشاعر نمساوي، ولد في 3 فبراير 1924 في Wartberg im Mürztal ‏ في النمسا، وتوفي في 31 ديسمبر 2006 في غراتس في النمسا.